# Congrès des Républicains de 2021
Le congrès des Républicains de décembre 2021, aussi appelé Congrès pour la France, est une primaire interne organisée du 1er au 4 décembre 2021 par Les Républicains (LR), afin de désigner un candidat représentant ce parti à l'élection présidentielle française de 2022. Il fait suite au congrès de septembre 2021, qui a tranché le mode de désignation du candidat LR entre une primaire ouverte et un congrès fermé.
À l'issue de ce congrès, Valérie Pécresse est désignée pour représenter LR à l'élection présidentielle française de 2022.

## Contexte
Après l'échec de François Fillon à l'élection présidentielle de 2017, Les Républicains sont dans l’opposition au président centriste Emmanuel Macron, qui débauche plusieurs figures LR et adopte certaines mesures conformes à la vision du parti de droite. Après un important échec aux élections européennes de 2019, Les Républicains réalisent de bons scores aux élections municipales de 2020 ainsi qu'aux élections régionales et départementales de 2021.
Le parti se divise sur la méthode de sélection de son candidat à l'élection présidentielle de 2022. Beaucoup ont le souvenir de la primaire ouverte de 2016, qui réunit 4,4 millions de votants mais divisa la droite, et l'échec de son candidat désigné, François Fillon, mis en cause dans des scandales politico-financiers pendant la campagne présidentielle. Pour 2022, aucun candidat naturel ne s'impose comme favori des sondages et le parti souffre de la candidature d'Éric Zemmour, qui rogne l’électorat LR.
Le 25 septembre 2021, lors d'un congrès, une consultation réservée aux 79 000 adhérents LR décide du processus de sélection du candidat. Avec un taux de participation de 50,3 % des inscrits, 58 % des votants choisissent une primaire « fermée » (interne) contre 40,4 % pour une primaire « ouverte » et 1,6 % de votes blancs. Les statuts sont modifiés en conséquence, avec également la mise en place d'une commission pour filtrer les candidatures et une possibilité de révoquer le soutien au candidat désigné afin de ne pas répéter le fiasco provoqué par l'affaire Fillon.

## Modalités du scrutin

### Dates et votants
Le premier tour se déroule en ligne du 1er décembre à 8 heures au 2 décembre 2021 à 14 heures. Un second tour est prévu les 3 et 4 décembre 2021, aux mêmes horaires, si aucun candidat n'obtient plus de 50 % des suffrages exprimés, seuls les deux candidats ayant obtenu le plus grand nombre de voix pouvant se présenter à ce second tour.
Pour pouvoir voter, il faut être adhérent aux Républicains. Lors de la date limite d'inscription, 16 novembre 2021, le parti compte près de 148 900 adhérents à jour de cotisation (contre 66 000 au début de l’année),. Cependant, à la fin du mois, après 180 000 relances émanant des autorités du parti, près de 9 000 adhérents n’ont pas fourni leur numéro de téléphone leur permettant de recevoir un mot de passe pour voter, LR indiquant alors que le nombre d’électeurs pouvant participer au congrès est ramené à 139 918.

### Candidatures
Chaque candidat doit être parrainé par au moins 250 élus LR, répartis sur au moins 30 départements (sans que plus d'un dixième des signataires de la présentation puissent être issus d’un même département).

### Organisation et contrôle

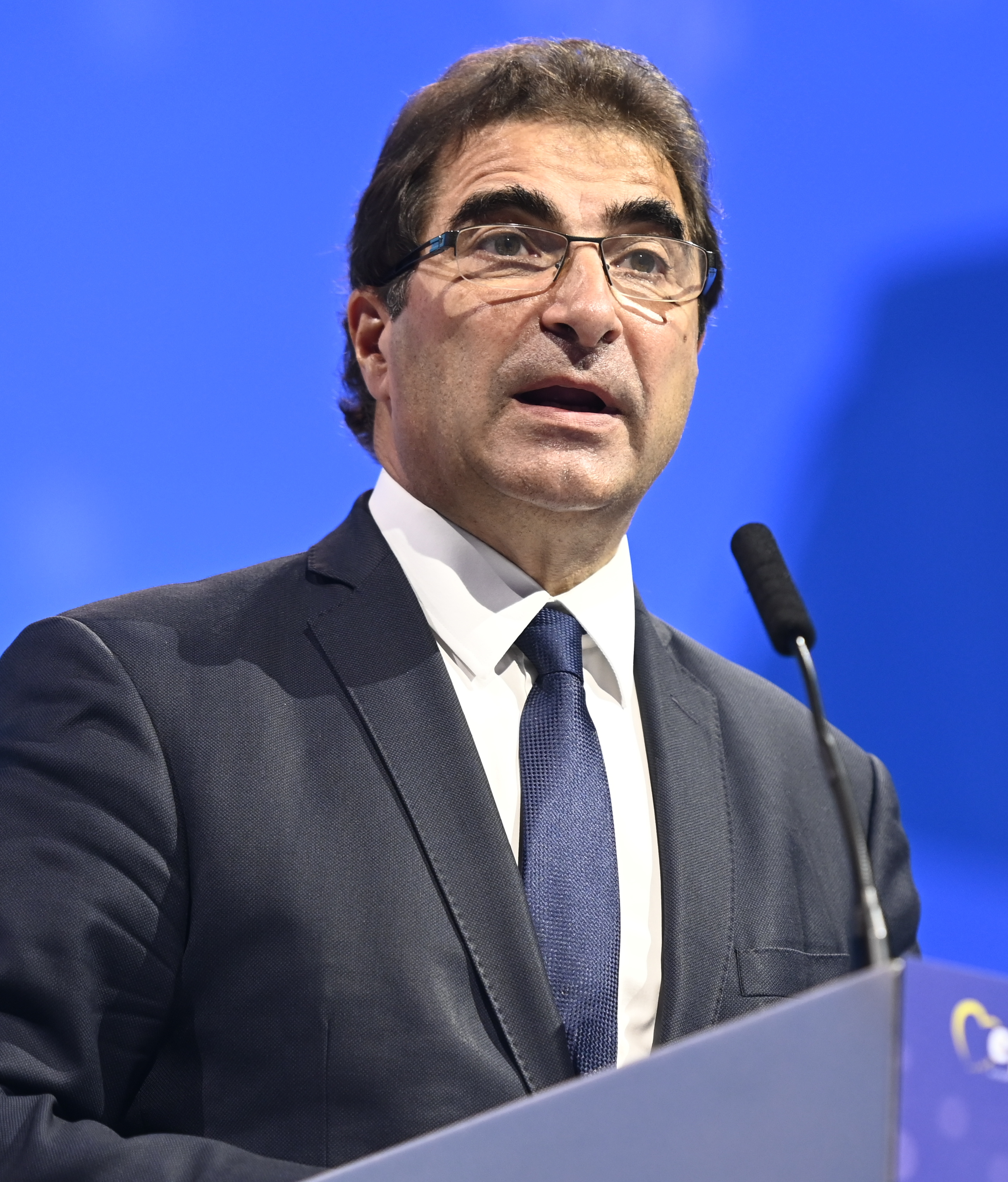
Christian Jacob, président du comité d'organisation du congrès.

Le comité d'organisation de la primaire est chargé de définir les modalités pratiques du processus, et veiller à son bon déroulement. Il est composé de :
- Christian Jacob, président des Républicains ;
- Annie Genevard, vice-présidente déléguée des Républicains ;
- Aurélien Pradié, secrétaire général des Républicains ;
- Daniel Fasquelle, trésorier national des Républicains ;
- Damien Abad, président du groupe LR à l'Assemblée nationale ;
- Bruno Retailleau, président du groupe LR au Sénat ;
- Bernard Deflesselles, représentant de Xavier Bertrand ;
- Patrick Stefanini, représentant de Valérie Pécresse ;
- Marie-Claire Carrère-Gée, représentante de Michel Barnier ;
- François Varlet, représentant de Philippe Juvin ;
- Alexandra Borchio-Fontimp, représentante d'Éric Ciotti.

L'instance de contrôle est chargée de valider la composition du corps électoral, la recevabilité des candidatures et la sincérité des résultats. Il est composé de :
- Philippe Bas, sénateur ;
- Olivier Dutheillet de Lamothe, conseiller d'État honoraire ;
- Rémi-Pierre Drai, avocat.

### Irrégularités
En février 2022, Libération révèle que le scrutin a été « entaché de manœuvres frauduleuses visant à gonfler le corps électoral ». D'après le journal, des centaines de votants étaient des adhérents fictifs, ce qui est d'autant plus significatif que les écarts entre les résultats étaient très étroits,. Valérie Pécresse explique que la présence d’un chien parmi les adhérents LR,, était « un canular [qui] ne remet pas en cause la sincérité du scrutin », et Christian Jacob dénonce une « tentative de déstabilisation ».

## Candidats
L'instance de contrôle admet le 13 octobre 2021 les candidatures de six participants : Michel Barnier, Xavier Bertrand, Éric Ciotti, Philippe Juvin, Denis Payre et Valérie Pécresse. Cependant, Denis Payre ne réunit pas les 250 parrainages d’élus requis.

### Ayant obtenu les parrainages
| Candidat (nom et âge)     | Candidat (nom et âge) | Candidat (nom et âge) | Fonction(s) politique(s) exercée(s) lors de la campagne         | Campagne et ralliement                            | Détails |
| ------------------------- | --- | --------------------- | --------------------------------------------------------------- | ------------------------------------------------- | --- |
| Michel Barnier (70 ans)   | |                       | Aucune                                                          | Élimination au 1er tour (rallie Valérie Pécresse) | Plusieurs fois ministre, député à l'Assemblée nationale, député et commissaire européen, il exerce successivement entre 2016 et 2021 les fonctions de négociateur en chef de l'Union européenne chargé de la préparation et de la conduite des négociations avec le Royaume-Uni puis de la préparation des relations futures avec le Royaume-Uni dans le cadre du Brexit. Il annonce sa candidature le 26 août 2021. |
| Michel Barnier (70 ans)   | Jean Bacci [ 19 ] , Martine Berthet [ 19 ] , Christine Bonfanti-Dossat [ 19 ] , Bernard Bonne [ 19 ] , Émilie Bonnivard [ 19 ] , Jean-Yves Bony [ 19 ] , Xavier Breton [ 19 ] , Bernard Carayon [ 20 ] , Jean-Noël Cardoux [ 19 ] , Marie-Claire Carrère-Gée [ 20 ] , Patrick Chaize [ 19 ] , Marie-Christine Chauvin [ 19 ] , Dino Cinieri [ 19 ] , Josiane Corneloup [ 19 ] , François Cornut-Gentille [ 19 ] , Arnaud Danjean [ 19 ] , Pierre Danon [ 20 ] , Mathieu Darnaud [ 19 ] , Annie Delmont-Koropoulis [ 19 ] , Catherine Deroche [ 19 ] , Vincent Descœur [ 19 ] , Catherine Di Folco [ 19 ] , Marianne Dubois [ 19 ] , Daniel Fasquelle [ 20 ] , Bernard Fournier [ 19 ] , Jean-Paul Fournier [ 21 ] , Claude de Ganay [ 19 ] , Fabien Genet [ 19 ] , Béatrice Gosselin [ 19 ] , Sylvie Goy-Chavent [ 19 ] , Serge Grouard [ 20 ] , Claire Guion-Firmin [ 19 ] , Patrick Hetzel [ 19 ] , Jean-Raymond Hugonet [ 19 ] , Else Joseph [ 19 ] , Muriel Jourda [ 19 ] , Brigitte Kuster [ 19 ] , Isabelle Le Callennec [ 20 ] , Marc Le Fur [ 19 ] , Dominique de Legge [ 19 ] , Constance Le Grip [ 19 ] , David Lorion [ 19 ] , Olivier Marleix [ 19 ] , Marie Mercier [ 19 ] , Gérard Menuel [ 19 ] , Jean-Luc Moudenc [ 22 ] , Nadine Morano [ 23 ] , Laurence Muller-Bronn [ 19 ] , Sylviane Noël [ 19 ] , Stéphane Piednoir [ 19 ] , Kristina Pluchet [ 19 ] , Bérengère Poletti [ 19 ] , Didier Quentin [ 19 ] , Damien Regnard [ 19 ] , Frédéric Reiss [ 19 ] , Vincent Rolland [ 19 ] , Hugues Saury [ 19 ] , Michel Savin [ 19 ] , Bruno Sido [ 19 ] , Anne Ventalon [ 19 ] , Cédric Vial [ 19 ] |                       | Aucune                                                          |                                                   | Plusieurs fois ministre, député à l'Assemblée nationale, député et commissaire européen, il exerce successivement entre 2016 et 2021 les fonctions de négociateur en chef de l'Union européenne chargé de la préparation et de la conduite des négociations avec le Royaume-Uni puis de la préparation des relations futures avec le Royaume-Uni dans le cadre du Brexit. Il annonce sa candidature le 26 août 2021. |
| Xavier Bertrand (56 ans)  | |                       | Président du conseil régional des Hauts-de-France (depuis 2016) | Élimination au 1er tour (rallie Valérie Pécresse) | Ministre du Travail et de la Santé sous la présidence de Nicolas Sarkozy, il est élu président du conseil régional des Hauts-de-France en 2016. Il quitte Les Républicains en 2017 et annonce sa candidature le 24 mars 2021 sans passer par une éventuelle primaire de la droite. Il consent finalement à se présenter au congrès des Républicains le 11 octobre 2021, puis de reprendre sa carte à LR.             |
| Xavier Bertrand (56 ans)  | Damien Abad [ 27 ] , Céline Boulay-Espéronnier [ 28 ] , Pascal Coste [ 29 ] , Laurent Burgoa [ 30 ] , Marta de Cidrac [ réf. nécessaire ] , Jean-Louis Costes [ 31 ] , Valérie Debord [ 28 ] , Bernard Deflesselles [ 32 ] , Julien Dive [ 33 ] , Virginie Duby-Muller [ 28 ] , Pierre-Henri Dumont [ 28 ] , François Durovray [ 28 ] , Dominique Estrosi Sassone [ 28 ] , Jean-Carles Grelier [ 34 ] , Joël Guerriau [ réf. nécessaire ] , Sébastien Huyghe [ 35 ] , Jean-Paul Mulot [ 36 ] , Renaud Muselier [ 37 ] , Olivier Paccaud [ 28 ] , Nathalie Porte [ réf. nécessaire ] , Jean-François Rapin [ 38 ] , Max Roustan [ 39 ] , Stéphane Viry [ réf. nécessaire ] |                       | Président du conseil régional des Hauts-de-France (depuis 2016) |                                                   | Ministre du Travail et de la Santé sous la présidence de Nicolas Sarkozy, il est élu président du conseil régional des Hauts-de-France en 2016. Il quitte Les Républicains en 2017 et annonce sa candidature le 24 mars 2021 sans passer par une éventuelle primaire de la droite. Il consent finalement à se présenter au congrès des Républicains le 11 octobre 2021, puis de reprendre sa carte à LR.             |
| Éric Ciotti (56 ans)      | |                       | Député des Alpes-Maritimes (depuis 2007)                        | Élimination au 2d tour                            | Député à l'Assemblée nationale depuis 2007 et membre du conseil général puis départemental des Alpes-Maritimes (dont il exerce la présidence jusqu'en 2017) depuis 2008, il annonce sa candidature le 26 août 2021. |
| Éric Ciotti (56 ans)      | Julien Aubert [ 41 ] , Alexandra Borchio-Fontimp [ 32 ] , Meyer Habib , Stéphane Le Rudulier , Laurence Trastour-Isnart , Sébastien Meurant [ réf. nécessaire ] , Guillaume Peltier [ 42 ] |                       | Député des Alpes-Maritimes (depuis 2007)                        |                                                   | Député à l'Assemblée nationale depuis 2007 et membre du conseil général puis départemental des Alpes-Maritimes (dont il exerce la présidence jusqu'en 2017) depuis 2008, il annonce sa candidature le 26 août 2021. |
| Philippe Juvin (57 ans)   | |                       | Maire de La Garenne-Colombes (depuis 2001)                      | Élimination au 1er tour (rallie Valérie Pécresse) | Maire de La Garenne-Colombes depuis 2001, député européen entre 2009 et 2019, il exerce également les fonctions de professeur de médecine (anesthésie réanimation, puis médecine d'urgence) et de chef de service des urgences de l'hôpital européen Georges-Pompidou. Il annonce sa candidature le 26 juillet 2021.                                                                                                 |
| Philippe Juvin (57 ans)   | – |                       | Maire de La Garenne-Colombes (depuis 2001)                      |                                                   | Maire de La Garenne-Colombes depuis 2001, député européen entre 2009 et 2019, il exerce également les fonctions de professeur de médecine (anesthésie réanimation, puis médecine d'urgence) et de chef de service des urgences de l'hôpital européen Georges-Pompidou. Il annonce sa candidature le 26 juillet 2021.                                                                                                 |
| Valérie Pécresse (54 ans) | |                       | Présidente du conseil régional d'Île-de-France (depuis 2015)    | Vainqueur au 2d tour                              | Plusieurs fois ministre sous la présidence de Nicolas Sarkozy, elle est députée à l'Assemblée nationale, conseillère régionale d'Île-de-France à partir de 2004 puis devient présidente du conseil régional de la même région en 2015. Elle annonce sa candidature le 22 juillet 2021. Elle réadhère ensuite à LR, deux ans après son départ du parti.                                                               |
| Valérie Pécresse (54 ans) | Christophe Arfeuillère [ 46 ] , Nathalie Bassire [ 47 ] , Arnaud Bazin [ 47 ] , François Bonneau [ 47 ] , Sylvie Bouchet Bellecourt , Yves Bouloux , Toine Bourrat , Max Brisson , Christian Cambon , Agnès Canayer , Anne Chain-Larché , Pierre Charon [ réf. nécessaire ] , Nathalie Colin-Oesterlé [ 48 ] , Charles de Courson [ réf. nécessaire ] , Vincent Delahaye [ 48 ] , Rémi Delatte [ 48 ] , Geoffroy Didier [ 48 ] , Françoise Dumont [ 48 ] , Nicolas Florian [ 48 ] , Laurence Garnier [ 48 ] , Joëlle Garriaud-Maylam [ réf. nécessaire ] , Philippe Gosselin [ 48 ] , Jacques Grosperrin [ 48 ] , Pascale Gruny [ 48 ] , Charles Guené , Daniel Guéret , Jocelyne Guidez , Brice Hortefeux , Jean-François Husson , Roger Karoutchi , Florence Lassarade , Pierre-Antoine Lévi , Anne-Catherine Loisier , Gérard Longuet , Thierry Meignen [ réf. nécessaire ] , Frédérique Meunier [ 29 ] , Alain Milon , Albéric de Montgolfier [ réf. nécessaire ] , Hervé Morin [ 49 ] , Catherine Morin-Desailly [ 48 ] , Philippe Mouiller [ 48 ] , Othman Nasrou [ 48 ] , Claude Nougein [ 46 ] , Louis-Jean de Nicolaÿ , Jean-François Parigi [ réf. nécessaire ] , Éric Pauget [ 48 ] , Frédéric Péchenard , Philippe Pemezec [ réf. nécessaire ] , Florence Portelli [ 48 ] , Sophie Primas , Catherine Procaccia , Sonia de La Provôté , Alain Ramadier , Nadia Ramassamy [ réf. nécessaire ] , Robin Reda [ 48 ] , Babette de Rozières [ 48 ] , Frédéric Soulier [ 46 ] , Antoine Savignat , Patrick Stefanini , Jean-Louis Thiériot , Claudine Thomas [ réf. nécessaire ] , Arnaud Viala [ 48 ]       |                       | Présidente du conseil régional d'Île-de-France (depuis 2015)    |                                                   | Plusieurs fois ministre sous la présidence de Nicolas Sarkozy, elle est députée à l'Assemblée nationale, conseillère régionale d'Île-de-France à partir de 2004 puis devient présidente du conseil régional de la même région en 2015. Elle annonce sa candidature le 22 juillet 2021. Elle réadhère ensuite à LR, deux ans après son départ du parti.                                                               |

### N’ayant pas obtenu les parrainages
| Candidat (nom et âge) | Candidat (nom et âge) | Candidat (nom et âge) | Fonction(s) politique(s) exercée(s) lors de la campagne | Ralliements | Détails |
| --------------------- | --------------------- | --------------------- | ------------------------------------------------------- | ----------- | --- |
| Denis Payre (58 ans)  |                       |                       | Aucune                                                  | –           | Entrepreneur de profession, fondateur du parti Nous Citoyens en 2013, il annonce sa candidature le 29 août 2021, après avoir adhéré aux Républicains. Le 2 novembre, alors qu’il n’a pas obtenu les 250 parrainages d’élus, il dénonce un comportement « antidémocratique » des dirigeants LR, invoquant notamment le fait que sa candidature n’a été validée qu’à la mi-octobre, ne lui laissant « que deux semaines » pour collecter ses signatures ; il forme un recours auprès de la direction du parti. |

## Campagne
Xavier Bertrand, président de la région Hauts-de-France, est le premier à se lancer dans la course à la présidentielle, le 24 mars 2021 dans un entretien dans le magazine Le Point où il expose son refus de participer à une primaire. À la suite des élections régionales, où Bertrand est réélu largement, deux autres barons de la droite potentiellement candidats à la primaire sortent renforcés : Laurent Wauquiez et Valérie Pécresse. De son côté le président des Républicains, Christian Jacob, espère que François Baroin, malgré son refus, se présente et devienne le candidat naturel. Il est également opposé à la primaire qu'il juge responsable de la défaite de la droite lors de la précédente élection.
Le 5 juillet, Laurent Wauquiez, Valérie Pécresse, Bruno Retailleau et Hervé Morin signent une tribune publiée par Le Figaro dans laquelle ils demandent la tenue d'une primaire ouverte de la droite et du centre et refuse de soumettre la question de la candidature aux sondages. La présidente de la région Île-de-France annonce sa candidature le 22 juillet, et est suivie 4 jours plus tard par le maire de La Garenne-Colombes, Philippe Juvin. Michel Barnier annonce sa candidature le 26 août quelques heures après Éric Ciotti tandis que Laurent Wauquiez et Bruno Retailleau renoncent. Jean Leonetti, chargé de l'organisation commande une grande enquête est confiée à l'Ifop lancée auprès de 15 000 sympathisants où les quatre candidats déclarés ainsi que Xavier Bertrand sont testés. Un dernier candidat, l'entrepreneur Denis Payre annonce vouloir se présenter.
Le résultat de l'enquête montre une avance pour Xavier Bertrand, qui refuse toujours de participer à un mode de départage, mais il est talonné de près par Valérie Pécresse. Cette enquête devait aussi permettre de mettre en évidence un mode de départage mais si l'idée d'un congrès fermé semble être la favorite, mais la primaire ouverte ou semi-ouverte reste assez bien perçue. À l'issue d'une concertation des adhérents, le choix du congrès fermé est retenu. Bertrand accepte de rentrer dans le rang et décide de participer au congrès. Mis à part Denis Payre, les cinq autres candidats ont ramené leurs 250 parrainages et entament un tour de France des fédérations pendant les mois d'octobre et novembre afin de rencontrer un maximum de votants et en faire adhérer de nouveaux, certains candidats vont jusqu'à faire trois réunions publiques par jour.
Contrairement à la primaire de 2016, les barons du parti ne se prononcent pour aucun candidat. Ceci conjugué au fait que le corps électoral est pour près de la moitié de nouveaux adhérents, l'issue de ce scrutin reste incertaine.
Après la qualification d'Éric Ciotti et de Valérie Pécresse pour le second tour, cette dernière reçoit les soutiens de tous ses concurrents éliminés : Michel Barnier, Xavier Bertrand et Philippe Juvin, mais aussi ceux de ténors du parti comme Gérard Larcher, Rachida Dati, Agnès Evren, Damien Abad, Jean-François Copé, etc. Ciotti ne reçoit lui aucun soutien majeur, mais les félicitations du candidat et adversaire d'extrême droite Éric Zemmour.

### Débats
Lors d'une réunion organisée le 20 octobre 2021, il est décidé que les candidats ayant réuni leurs 250 parrainages participeront à quatre débats télévisés et radiophoniques. Le premier débat a lieu le 8 novembre sur LCI et RTL et est animé par Ruth Elkrief et David Pujadas. Il est suivi le 14 novembre par un débat sur BFM TV et RMC coanimé par Maxime Switek et Apolline de Malherbe. Un troisième débat a lieu sur CNews et Europe 1, le 21 novembre co-présenté par Laurence Ferrari et Sonia Mabrouk. Enfin, Léa Salamé et Laurent Guimier, dans leur émission Élysée 2022 sur France 2 et France Inter, tiennent le dernier débat le 30 novembre, veille de l'ouverture du vote.
En complément, le 20 novembre 2021, les cinq candidats ont participé à un oral avec une série de questions/réponses devant le conseil national du parti à Issy-les-Moulineaux.
Lors des débats télévisés (sauf le dernier), les thématiques dominantes ont été la sécurité (1 heure et 24 minutes), l'Union européenne et l'international (1 heure et 2 minutes) et l’immigration (50 minutes). Les questions environnementales et sociales ont en revanche été peu valorisées, avec 16 minutes consacrés au climat, 2 minutes à la pauvreté ou encore 3 minutes au logement.

## Sondages
| Sondeur            | Date                  | Question | Panel | Panel                   | Barnier | Bertrand | Ciotti | Juvin | Payre | Pécresse |
| ------------------ | --------------------- | --- | ----- | ----------------------- | ------- | -------- | ------ | ----- | ----- | -------- |
| Sondeur            | Date                  | Question | Panel | Panel                   |         |          |        |       |       |          |
| Ifop               | 28 au 29 octobre 2021 | « Qui souhaitez-vous voir désigné candidat à la présidentielle par les adhérents des Républicains [...] ? » | 1 507 | Ensemble des Français   | 21      | 34       | 9      | 10    | —     | 26       |
| Ifop               | 28 au 29 octobre 2021 | « Qui souhaitez-vous voir désigné candidat à la présidentielle par les adhérents des Républicains [...] ? » | ?     | Sympathisants de droite | 22      | 35       | 9      | 10    | —     | 24       |
| Ipsos-Sopra Steria | 2 au 3 septembre 2021 | « Quelle personnalité ferait le meilleur candidat de la droite [...] ? »                                    | 925   | Ensemble des Français   | 17      | 36       | 8      | 6     | 4     | 29       |
| Ipsos-Sopra Steria | 2 au 3 septembre 2021 | « Quelle personnalité ferait le meilleur candidat de la droite [...] ? »                                    | ?     | Sympathisants LR-UDI    | 22      | 39       | 5      | 2     | 3     | 29       |

## Résultats
| Candidat                 | Candidat                 | Parti                    | Premier tour | Premier tour | Second tour | Second tour |
| Candidat                 | Candidat                 | Parti                    | Voix         | %            | Voix        | %           |
| ------------------------ | ------------------------ | ------------------------ | ------------ | ------------ | ----------- | ----------- |
|                          | Éric Ciotti              | LR                       | 28 844       | 25,59        | 44 412      | 39,05       |
|                          | Valérie Pécresse         | LR-L!                    | 28 179       | 25,00        | 69 326      | 60,95       |
|                          | Michel Barnier           | LR                       | 26 970       | 23,93        |             |             |
|                          | Xavier Bertrand          | LR                       | 25 213       | 22,36        |             |             |
|                          | Philippe Juvin           | LR                       | 3 532        | 3,13         |             |             |
|                          |                          |                          |              |              |             |             |
| Suffrages exprimés       | Suffrages exprimés       | Suffrages exprimés       | 112 738      | 99,73        | 113 738     | 99,11       |
| Votes blancs et nuls     | Votes blancs et nuls     | Votes blancs et nuls     | 300          | 0,27         | 1 027       | 0,89        |
| Total                    | Total                    | Total                    | 113 038      | 100          | 114 765     | 100         |
| Abstention               | Abstention               | Abstention               | 26 704       | 19,11        | 24 977      | 17,87       |
| Inscrits / participation | Inscrits / participation | Inscrits / participation | 139 742      | 80,89        | 139 742     | 82,13       |

#### Autres congrès des Républicains
- Congrès des Républicains de 2022
- Congrès des Républicains de 2019

#### Autres élections internes de partis
- Primaire présidentielle française de l'écologie de 2021
- Consultation interne au Parti communiste français pour l'élection présidentielle de 2022
- Primaire populaire

#### Élection présidentielle française de 2022
- Élection présidentielle française de 2022
- Liste de sondages sur l'élection présidentielle française de 2022
- Candidats à l'élection présidentielle française de 2022
- Présentation des candidats à l'élection présidentielle française